# Podezření (britský seriál)
Podezření (v anglickém originále Suspicion) je  televizní seriálový thriller, založený na izraelském seriálu False Flag. Autorem seriálu je Rob Williams. V titulních rolích se objevili Kunal Nayyar, Noah Emmerich, Georgina Campbell, Elyes Gabel, Elizabeth Henstridge, Angel Coulby a Uma Thurman.
Seriál byl oznámen v červenci 2019 a měl premiéru 4. února 2022 na streamovací službě Apple TV+.

## Příběh
Pět Britů, tři muži a dvě ženy, jsou obviněni z únosu Lea Newmana, syna významné americké podnikatelky Katherine Newmanové. Všem se obrátí život naruby. Všichni však mají jedno společné – v době únosu byli v stejném hotelu jako unesený Newman. Všech pět se později spojí s Tilsonem, neznámým zločincem, a pokouší se prokázat nevinu, ale tlačí je čas.

## Obsazení

### Hlavní role
- Kunal Nayyar jako Aadesh Chopra
- Georgina Campbell jako Natalie Thompson
- Elyes Gabel jako Sean Tilson
- Elizabeth Henstridge jako Tara McAllister
- Angel Coulby jako Vanessa Okoye
- Lydia West jako Monique Thompson
- Clare Perkins jako matka Natalie a Monique
- Tom Rhys Harries jako Eddie Walker[6]
- Noah Emmerich jako Scott Anderson[7]
- Uma Thurman jako Katherine Newman[8]

## Seznam dílů
| Č. v seriálu | Původní název                    | Český název             | Režie           | Scénář          | Premiéra        |
| ------------ | -------------------------------- | ----------------------- | --------------- | --------------- | --------------- |
| 1            | Persons of Interest              | Podezřelí               | Chris Long      | Rob Williams    | 4. února 2022   |
| 2            | Room for Doubt                   | Prostor pro pochybnosti | Chris Long      | Rob Williams    | 4. února 2022   |
| 3            | Strangers                        | Cizinci                 | Stefan Schwartz | Terry Cafolla   | 11. února 2022  |
| 4            | The Devil You Know               | Tvůj známý ďábel        | Stefan Schwartz | Megan Gallagher | 18. února 2022  |
| 5            | What Does a Kidnapper Look Like? | Jak vypadá únosce?      | Stefan Schwartz | Nick Leather    | 25. února 2022  |
| 6            | Be the Gray Man                  | Buď neviditelný         | Chris Long      | Terry Cafolla   | 4. března 2022  |
| 7            | Questions of Trust               | Otázka důvěry           | Chris Long      | Nick Leather    | 11. března 2022 |
| 8            | Unmasked                         | Bez masky               | Chris Long      | Megan Gallagher | 18. března 2022 |